# Борци
Вижте пояснителната страница за други значения на Борци.
Борци е село в Североизточна България. То се намира в община Венец, област Шумен.

## География
Населението на село Борци е 529 жители. Разположено е в Лудогорието, на маловодната река Кана гьол, на височина 529 м. Умереноконтинентален климат. Преобладават черноземни и лесивирани почви. Местните хора се занимават със зърнопроизводство, тютюнопроизводство, овцевъдство, птицевъдство.

## История
В миналото селото е било известно като Боюклу (Пъйъклъ) или Пехливанкьой, заради родения в селото борец Хаджи Филиз Нурулла, който е световен шампион по свободна борба от началото на миналия век. Борецът е роден на 15 април 1862 г. и умира на 6 май 1919 г. Селото получава името си именно заради изключителните успехи на Филиз Нурулла, който не загубва нито един спортен двубой през живота си.
Село Борци е основано в края на 18 век от мохамедани. Носи името Боюклу до 1934 година. През 1939 г. е основано читалище „Васил Левски“.

## Население
Численост на населението според преброяванията през годините:
| \| Година на преброяване \| Численост \| \| --------------------- \| --------- \| \| 1934 \| 1276 \| \| 1946 \| 1348 \| \| 1956 \| 1116 \| \| 1965 \| 1036 \| \| 1975 \| 1025 \| \| 1985 \| 1023 \| \| 1992 \| 684 \| \| 2001 \| 614 \| \| 2011 \| 571 \| \| 2021 \| 529 \| |           |
| Година на преброяване | Численост |
| 1934 | 1276      |
| 1946 | 1348      |
| 1956 | 1116      |
| 1965 | 1036      |
| 1975 | 1025      |
| 1985 | 1023      |
| 1992 | 684       |
| 2001 | 614       |
| 2011 | 571       |
| 2021 | 529       |

### Етнически състав

#### Преброяване на населението през 2011 г.
Численост и дял на етническите групи според преброяването на населението през 2011 г.:
|                     | Численост | Дял (в %) |
| Общо                | 571       | 100.00    |
| Българи             | 11        | 1.92      |
| Турци               | 547       | 95.79     |
| Цигани              | –         | –         |
| Други               | ?         | ?         |
| Не се самоопределят | ?         | ?         |
| Неотговорили        | 5         | 0.87      |

## Обществени институции
В селото има читалище и детска градина – ЦДГ. В най-непосредствена близост е национален резерват „Паламара“ – сега Държавно дивечовъдно стопанство „Паламара“. Развива се международен ловен туризъм – благороден елен и дива свиня. Заради намаляващия брой на жителите на селото и младите, които напускат селото и отиват в градовете, основното училище „Отец Паисий“ бе закрито. Поради това малкото ученици от селото са принудени да пътуват до съседното село Венец, където е най-близкото работещо учебно заведение.

## Редовни събития
Ден на селото – празник – 14.09 всяка година – отбелязано е през 1943 година и понастоящем тази дата е вписана за празник на селото в камбаната, която е поставена за информация на населението при бедствия и важни събития.

## Личности
- Хаджи Филиз Нурулла – световен шампион по борба от края на 19-и и началото на 20 век